# Duosperma latifolium
Duosperma latifolium är en akantusväxtart som beskrevs av Vollesen. Duosperma latifolium ingår i släktet Duosperma och familjen akantusväxter. Inga underarter finns listade i Catalogue of Life.